# Handjob

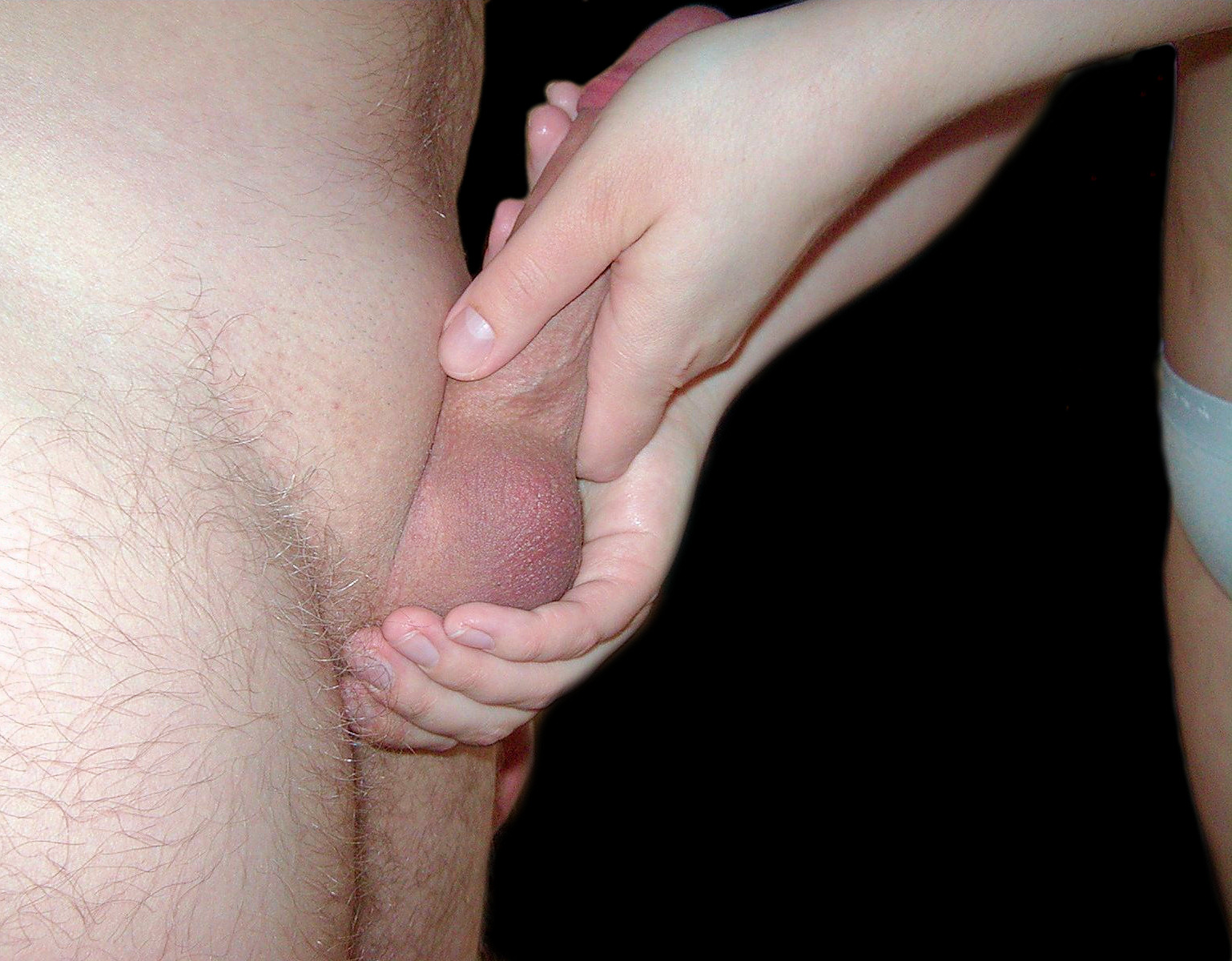
Dona estimulant el penis d'un home amb la seva mà

Handjob (traduït literalmentː "treball manual") és una paraula d'origen anglès per referir-se a la pràctica sexual amb les mans o masturbació. Comunament s'utilitza per designar la masturbació d'una persona, sigui d'home o dona cap a un altre home o dona. Aquest terme és utilitzat en major proporció en el vocabulari juvenil i adult de les comunitats homosexuals que en les heterosexuals. En aquesta activitat sexual poden participar un home i un altre home o un home i una dona, on un dels homes o la dona col·loca les seves mans en el penis de l'altre, i l'acaricia fent diferents moviments amb els seus dits aconseguint una excitació i fins i tot arribant al fet que l'home senti un orgasme i aquest ejaculi.
Aquesta pràctica pot ser triada com a opció de relació sexual sense penetració. Pot tenir rellevància l'evitació d'embarassos o malalties de transmissió sexual.